# Micheline Calmyová-Reyová
Micheline Calmyová-Reyová (* 8. července 1945 Sion) je švýcarská politička, jež zastávala v roce 2007 a 2011 úřad prezidentky země.

## Vzdělání a rodina
Má diplom z roku 1963 v St Maurice, a v roce 1968 obdržela titul DEA v oboru politické vědy na Institutu Hautes Etudes Internationales de (HEI) (Postgraduální institut mezinárodních studií). V roce 1966 se provdala za Andrého Calmyho, se kterým má dvě děti.

## Kariéra
V letech 1981–1997 Calmyová-Reyová sloužila jako zástupkyně ve velké radě kantonu Ženeva jako členka sociálně demokratické strany (PSS / SPS). Sloužila jako předsedkyně parlamentu v letech 1992–1993. V letech 1986–1990 a 1993–1997 byla předsedkyní sociálních demokratů v kantonu Ženeva. V roce 1997 byla Calmyová-Reyová zvolena do Conseil d'Etat v Ženevě. V roce 2001 se stala vedoucí finančního odboru a předsedkyní Conseil d'Etat.
Dne 4. prosince 2002 byla zvolena do Spolkové rady a ujala se federálního ministerstva zahraničních věcí. Calmyová-Reyová je čtvrtou ženou v historii zvolenou do Spolkové rady. Dne 7. prosince 2005 byla zvolena viceprezidentkou Švýcarska, pro rok 2006. Tento post zastávala i v roce 2010. Calmyová-Reyová podporuje vstup Švýcarska do Evropské unie.
Dne 8. prosince 2010 byla zvolena prezidentkou země pro rok 2011. Tento post zastávala již v roce 2007.